# 圣加德亚德尔西德
圣加德亚德尔西德，是西班牙卡斯蒂利亚-莱昂布尔戈斯省的一个市镇。总面积29平方公里，总人口182人（2001年），人口密度6人/平方公里。